# 볼러 벤데구즈
볼러 벤데구즈 벤체(헝가리어: Bolla Bendegúz Bence, 1999년 11월 22일 ~ )는 오스트리아 분데스리가 팀 라피트 빈과 헝가리 국가대표팀에서 라이트백으로 뛰고 있는 헝가리의 프로 축구 선수이다. 볼러는 UEFA 유로 2020에 이름을 올리면서 헝가리에서 시니어 데뷔를 했다.

## 구단 경력

### 울버햄프턴 원더러스
2021년 7월 17일, 볼러는 프리미어리그의 울버햄프턴 원더러스에 헝가리 클럽 페헤르바르의 영구 계약으로 입단했다. 그는 즉시 스위스 슈퍼리그의 그라스호퍼로 2021-22 시즌 임대되었다.

#### 세르베트로의 임대
2023년 5월 25일, 그라스호퍼는 시즌이 끝나면 친정팀으로 복귀할 것이라고 발표했다.
2023년 8월 29일, 그는 스위스와 스위스 슈퍼리그로 복귀하여 이번에는 그라스호퍼의 라이벌인 세르베트에서 또 다른 임대 기간을 보냈다. 그의 임대 기간은 한 시즌 동안이며, 구매 옵션이 있다.
2023년 9월 3일, 그는 BSC 영 보이스와의 2023-24 스위스 슈퍼리그 경기에서 데뷔했다. 2023년 9월 24일, 그는 2-0으로 패한 FC 루체른과의 경기에서 자책골을 기록했다. 3일 후인 2023년 9월 27일, 그는 2-2로 비긴 FC 빈터투어와의 경기에서 미로슬라프 스테바노비치를 어시스트했다. 2023년 10월 29일, 그는 루체른과의 스타드 드 주네브 경기에서 63분에 경기장에 들어가 82분에 골을 넣었고, 4-2로 이겼다.

## 국가대표팀 경력
2021년 6월 1일, 볼러는 일정이 변경된 UEFA 유로 2020 대회에서 헝가리 국가대표팀을 대표하는 최종 26인 명단에 포함되었다. 그는 2021년 6월 4일 키프로스와의 친선 경기에서 헝가리 국가대표로 데뷔했다.